# Allonautilus
Allonautilus (allo significando diferente) é um gênero de moluscos cefalópodes nectônicos marinhos do Indo-Pacífico, pertencentes à família Nautilidae e ordem Nautilida, caracterizados por ter uma grande concha externa calcária de espiral convoluta (de tipo brevicone), dividida em câmaras (fragmocone) que são perfuradas por um sifão e utilizadas como dispositivo de proteção e flutuação. Sua flutuabilidade é controlada pelo animal através do bombeamento de líquido ou gás para dentro e para fora destas câmaras, por osmose; dotando-lhes de movimentos verticais, enquanto seus movimentos horizontais são propiciados por jatos de água, expelidos for tubos afunilados, visíveis entre os dois tentáculos mais baixos, impulsionando-lhes para frente ou para trás. Suas duas espécies atualmente descritas são consideradas fósseis vivos e extremamente raras de serem avistadas com vida pelos mergulhadores.

## Taxonomia
Durante os séculos XVIII ao XX estiveram classificados no gênero Nautilus, porém um espécime coletado com seu corpo junto, em 1984, propiciou um estudo científico por Peter D. Ward e W. Bruce Saunders, em 1997: "Allonautilus: A New Genus of Living Nautiloid Cephalopod and Its Bearing on Phylogeny of the Nautilida" (Journal of Paleontology Vol. 71, No. 6, pp. 1054-1064), demonstrando a existência de diferenças anatômicas significativas entre Nautilus scrobiculatus e outras espécies de Nautilus, incluindo diferenças na morfologia branquial e detalhes do sistema reprodutor masculino, além de possuírem conchas mais umbilicadas.

## Distribuição geográfica
O gênero Allonautilus teve seu espécime-tipo (outrora denominado Nautilus scrobiculatus) recolhido na região das Ilhas do Almirantado (Arquipélago de Bismarck), sendo também encontrado na Papua-Nova Guiné e Ilhas Salomão. Uma segunda espécie (Allonautilus perforatus) ocorre na Indonésia, nas proximidades de Bali, mas é um nomen dubium, de acordo com o World Register of Marine Species.

## Espécies
- Allonautilus scrobiculatus (Lightfoot, 1786) (espécie-tipo) - ex Nautilus scrobiculatus[2]
- Allonautilus perforatus (Conrad, 1847) (nomen dubium) - ex Nautilus perforatus[2]